# Duluth (Georgia)
Duluth è una città degli Stati Uniti d'America, situata nella contea di Gwinnett nello Stato della Georgia.